# Macronectes giganteus
L'ossifraga del sud (Macronectes giganteus J.F.Gmelin, 1789) è un uccello della famiglia Procellariidae.

## Descrizione
La sua apertura alare può superare i 2 metri, il robusto becco è di forma appuntita e le zampe brevi e palmate.

## Biologia
Si nutre di pesci ma anche di carogne di otarie (Arctocephalus spp.), grossi cetacei (Eubalaena australis), pinguini (Eudyptes spp.).
Depone un singolo uovo tra ottobre e novembre la cui cova dura due mesi.

## Distribuzione e habitat
Questa specie nidifica in diverse località dei mari del sud tra cui le isole Falkland e altre isole al largo della provincia di Chubut (Argentina), la Georgia del Sud, le Isole Orcadi Meridionali, le Isole Shetland Meridionali, le Isole del Principe Edoardo, l'arcipelago delle Crozet, le isole Heard e Macquarie; piccole popolazioni sono presenti anche sull'isola Gough, su Tristan da Cunha, sulle Isole Kerguelen e in diverse località dell'Antartide.